# Itaberá
Itaberá este un oraș în São Paulo (SP), Brazilia.